# Britten-Norman Trislander

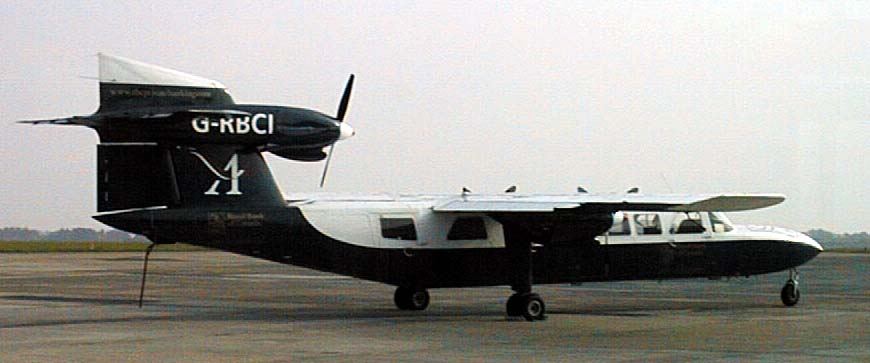
Trislander в аэропорту Гернси.

Britten-Norman Trislander (официальное наименование — BN-2A Mk III Trislander) — 18-местный трёхдвигательный поршневой гражданский самолёт, производимый в 1970-х и начале 1980-х годов британской компанией Britten-Norman. Самолёт производился на острове Уайт. Также производился в Румынии и доставлялся через Бельгию в Великобританию на сертификацию.
Самолёт известен на Нормандских островах как Joeys, один из бортов Aurigny Air Services имеет регистрационный номер G-JOEY.

## История
Trislander является развитием более известного самолёта Britten-Norman — Islander — с увеличенной грузоподъёмностью. По сравнению с предшественником Trislander имеет более длинный фюзеляж, усиленное шасси и третий двигатель. Третий двигатель установлен на вертикальном оперении. На Trislander установлено жёсткое трёхколёсное шасси.
Опытный образец Trislander, который был сделан из одного из прототипов Islander, совершил первый полёт 11 сентября 1970 года. Производство было свёрнуто в 1982 году, было произведено 73 самолёта. С января 2008 Britten-Norman планирует запустить производство Trislander повторно.
Trislander может взлетать с полосы длиной всего 450 м и может эксплуатироваться на неприспособленных площадках.

## Модификации
- BN-2A Mk III-1: Первая производимая модификация.
- BN-2A Mk III-2: Увеличенная длина и большая грузоподъёмность
- BN-2A Mk III-3: Модификация, созданная для США. Двигатели, расположенные на крыле, оснащены трёхлопастными винтами.
- BN-2A Mk III-4: III-2 с укороченным взлётом
- Trislander M: Предложенная военная модификация.

## Операторы/Бывшие операторы

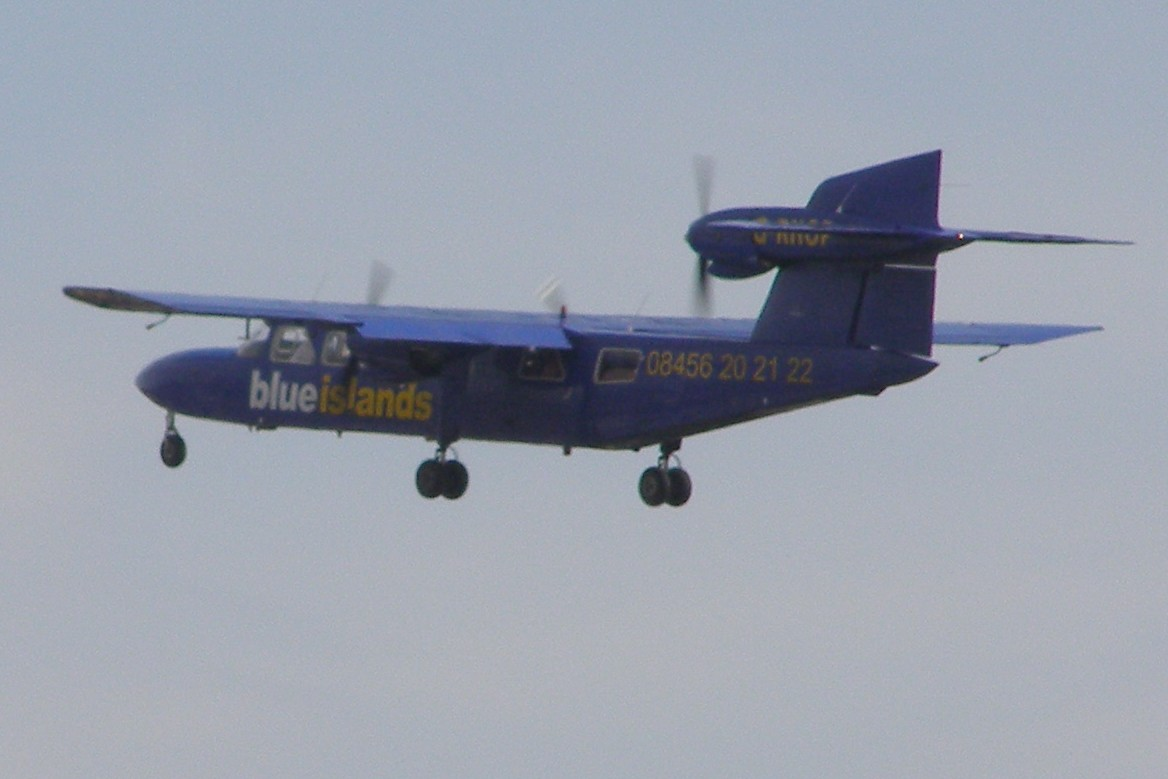
Trislander авиакомпании Blue Islands в аэропорту Шорхэм

Великобритания
- Aurigny Air Services
- Blue Islands
- Loganair
- Lydd Air

 Новая Зеландия
- Great Barrier Airlines

 Панама
- PARSA
- Aero Taxi
- Chitreana de Aviacion

 США
- Vieques Air Link
- Wings Airways

## Аварии и катастрофы
По состоянию на 10 июля 2020 года было потеряно 26 самолётов Britten-Norman Trislander. При этом погибли 49 человек.

## Тактико-технические характеристики (Trislander)

### Технические характеристики
- Экипаж: 1 пилот
- Пассажировместимость: максимум 18
- Длина: 16,15 м
- Размах крыла: 15,1 м
- Высота: 4,32 м
- Площадь крыла: 31,3 м²
- Масса пустого: 2 650 кг
- Максимальная взлётная масса: 4 536 кг
- Двигатели: 3× Lycoming O-540-E4C
- Мощность: 3× 195 кВт

### Лётные характеристики
- Максимальная скорость: 290 км/ч
- Максимальная допустимая скорость: 463 км/ч
- Практическая дальность: 1 610 км
- Практический потолок: 4 010 м